# 2010-es labdarúgó-világbajnokság-selejtező (CONMEBOL)
A 2010-es labdarúgó-világbajnokság dél-amerikai selejtezőjét 2007 és 2009 között játszották le. Összesen 10 válogatott vett részt a selejtezőn.

## A selejtező lebonyolítása
A dél-amerikai selejtezőben a 10 csapat egyetlen csoportot alkotott. A csoportokban a csapatok körmérkőzéses, oda-visszavágós rendszerben mérkőztek meg egymással. 

## Tabella
| Hely. | Csapat    | M  | Gy | D | V  | G+ | G– | Gk  | P  | Továbbjutás                         |     | Brazília | Chile | Paraguay | Argentína | Uruguay | Ecuador | Kolumbia | Venezuela | Bolívia | Peru |
| ----- | --------- | -- | -- | - | -- | -- | -- | --- | -- | ----------------------------------- | --- | -------- | ----- | -------- | --------- | ------- | ------- | -------- | --------- | ------- | ---- |
| 1.    | Brazília  | 18 | 9  | 7 | 2  | 33 | 11 | +22 | 34 | Kijutott a 2010-es világbajnokságra |     | —        | 4–2   | 2–1      | 0–0       | 2–1     | 5–0     | 0–0      | 0–0       | 0–0     | 3–0  |
| 2.    | Chile     | 18 | 10 | 3 | 5  | 32 | 22 | +10 | 33 | Kijutott a 2010-es világbajnokságra |     | 0–3      | —     | 0–3      | 1–0       | 0–0     | 1–0     | 4–0      | 2–2       | 4–0     | 2–0  |
| 3.    | Paraguay  | 18 | 10 | 3 | 5  | 24 | 16 | +8  | 33 | Kijutott a 2010-es világbajnokságra |     | 2–0      | 0–2   | —        | 1–0       | 1–0     | 5–1     | 0–2      | 2–0       | 1–0     | 1–0  |
| 4.    | Argentína | 18 | 8  | 4 | 6  | 23 | 20 | +3  | 28 | Kijutott a 2010-es világbajnokságra |     | 1–3      | 2–0   | 1–1      | —         | 2–1     | 1–1     | 1–0      | 4–0       | 3–0     | 2–1  |
| 5.    | Uruguay   | 18 | 6  | 6 | 6  | 28 | 20 | +8  | 24 | Interkontinetális pótselejtező      |     | 0–4      | 2–2   | 2–0      | 0–1       | —       | 0–0     | 3–1      | 1–1       | 5–0     | 6–0  |
| 6.    | Ecuador   | 18 | 6  | 5 | 7  | 22 | 26 | −4  | 23 |                                     |     | 1–1      | 1–0   | 1–1      | 2–0       | 1–2     | —       | 0–0      | 0–1       | 3–1     | 5–1  |
| 7.    | Kolumbia  | 18 | 6  | 5 | 7  | 14 | 18 | −4  | 23 |                                     | 0–0 | 2–4      | 0–1   | 2–1      | 0–1       | 2–0     | —       | 1–0      | 2–0       | 1–0     |      |
| 8.    | Venezuela | 18 | 6  | 4 | 8  | 23 | 29 | −6  | 22 |                                     | 0–4 | 2–3      | 1–2   | 0–2      | 2–2       | 3–1     | 2–0     | —        | 5–3       | 3–1     |      |
| 9.    | Bolívia   | 18 | 4  | 3 | 11 | 22 | 36 | −14 | 15 |                                     | 2–1 | 0–2      | 4–2   | 6–1      | 2–2       | 1–3     | 0–0     | 0–1      | —         | 3–0     |      |
| 10.   | Peru      | 18 | 3  | 4 | 11 | 11 | 34 | −23 | 13 |                                     | 1–1 | 1–3      | 0–0   | 1–1      | 1–0       | 1–2     | 1–1     | 1–0      | 1–0       | —       |      |

## Mérkőzések

### 1. forduló
| 2007. október 13. 16:30 (UTC-2, DST) |

| Uruguay                                              | 5–0               | Bolívia         |
| ---------------------------------------------------- | ----------------- | --------------- |
| Suárez 4' Forlán 38' Abreu 48' Sánchez 67' Bueno 82' | (2–0) Jegyzőkönyv | García 35′, 41′ |

| Estadio Centenario, Montevideo Nézőszám: 25 200 Játékvezető: Selman (chilei) |

| 2007. október 13. 17:40 (UTC-3) |

| Argentína        | 2–0               | Chile            |
| ---------------- | ----------------- | ---------------- |
| Riquelme 26' 45' | (2–0) Jegyzőkönyv | Álvarez 52′, 54′ |

| El Monumental, Buenos Aires Nézőszám: 55 000 Játékvezető: Vásquez (uruguayi) |

| 2007. október 13. 17:50 (UTC-5) |

| Ecuador | 0–1               | Venezuela |
| ------- | ----------------- | --------- |
|         | (0–0) Jegyzőkönyv | Rey 67'   |

| Olímpico Atahualpa, Quito Nézőszám: 29 644 Játékvezető: Ortubé (bolíviai) |

| 2007. október 13. 20:00 (UTC-5) |

| Peru | 0–0         | Paraguay |
| ---- | ----------- | -------- |
|      | Jegyzőkönyv |          |

| Estadio Monumental "U", Lima Nézőszám: 50 000 Játékvezető: Simon (brazil) |

| 2007. október 14. 16:00 (UTC-5) |

| Kolumbia | 0–0         | Brazília |
| -------- | ----------- | -------- |
|          | Jegyzőkönyv |          |

| El Campín, Bogotá Nézőszám: 41 000 Játékvezető: Amarilla (paraguayi) |

### 2. forduló
| 2007. október 16. 20:40 (UTC-4) |

| Venezuela | 0–2               | Argentína               |
| --------- | ----------------- | ----------------------- |
|           | (0–2) Jegyzőkönyv | G. Milito 15' Messi 18' |

| José Pachencho Romero, Maracaibo Nézőszám: 10 600 Játékvezető: Simon (brazil) |

| 2007. október 17. 16:00 (UTC-4) |

| Bolívia        | 0–0         | Kolumbia |
| -------------- | ----------- | -------- |
| Reyes 20′, 68′ | Jegyzőkönyv |          |

| Hernando Siles, La Paz Nézőszám: 19 469 Játékvezető: Reinoso (ecuadori) |

| 2007. október 17. 19:10 (UTC-3, DST) |

| Chile                   | 2–0               | Peru |
| ----------------------- | ----------------- | ---- |
| Suazo 11' Fernández 51' | (1–0) Jegyzőkönyv |      |

| Estadio Nacional, Santiago Nézőszám: 58 000 Játékvezető: Ruiz (kolumbiai) |

| 2007. október 17. 18:10 (UTC-4) |

| Paraguay   | 1–0               | Uruguay |
| ---------- | ----------------- | ------- |
| Valdez 15' | (1–0) Jegyzőkönyv |         |

| Defensores del Chaco, Asunción Nézőszám: 23 200 Játékvezető: Baldassi (argentin) |

| 2007. október 17. 21:45 (UTC-2, DST) |

| Brazília                                              | 5–0               | Ecuador |
| ----------------------------------------------------- | ----------------- | ------- |
| Vágner Love 18' Ronaldinho 71' Kaká 76' 84' Elano 82' | (1–0) Jegyzőkönyv |         |

| Maracanã, Rio de Janeiro Nézőszám: 87 000 Játékvezető: Larrionda (uruguayi) |

### 3. forduló
| 2007. november 17. 16:00 (UTC-3) |

| Argentína                   | 3–0               | Bolívia |
| --------------------------- | ----------------- | ------- |
| Agüero 41' Riquelme 57' 74' | (1–0) Jegyzőkönyv |         |

| El Monumental, Buenos Aires Nézőszám: 43 308 Játékvezető: Rivera (perui) |

| 2007. november 17. 16:10 (UTC-5) |

| Kolumbia   | 1–0               | Venezuela |
| ---------- | ----------------- | --------- |
| Bustos 82' | (0–0) Jegyzőkönyv |           |

| El Campín, Bogotá Nézőszám: 28 273 Játékvezető: Selman (chilei) |

| 2007. november 17. 20:10 (UTC-3, DST) |

| Paraguay                                                 | 5–1               | Ecuador      |
| -------------------------------------------------------- | ----------------- | ------------ |
| Haedo Valdez 9' Riveros 27' 88' Santa Cruz 51' Ayala 83' | (2–0) Jegyzőkönyv | Kaviedes 80' |

| Defensores del Chaco, Asunción Nézőszám: 25 433 Játékvezető: Lopes (brazil) |

| 2007. november 18. 17:00 (UTC-2, DST) |

| Uruguay              | 2–2               | Chile                    |
| -------------------- | ----------------- | ------------------------ |
| Suárez 41' Abreu 81' | (1–0) Jegyzőkönyv | Salas 59' 69' (11-esből) |

| Estadio Centenario, Montevideo Nézőszám: 35 000 Játékvezető: Pezzotta (argentin) |

| 2007. november 18. 16:10 (UTC-5) |

| Peru       | 1–1               | Brazília |
| ---------- | ----------------- | -------- |
| Vargas 71' | (0–1) Jegyzőkönyv | Kaká 40' |

| Estadio Monumental "U", Lima Nézőszám: 45 847 Játékvezető: Torres (paraguayi) |

### 4. forduló
| 2007. november 20. 18:40 (UTC-4) |

| Venezuela                                      | 5–3               | Bolívia                         |
| ---------------------------------------------- | ----------------- | ------------------------------- |
| Arismendi 20' 40' Guerra 82' Maldonado 87' 89' | (2–2) Jegyzőkönyv | Moreno Martins 19' 78' Arce 27' |

| Pueblo Nuevo, San Cristóbal Nézőszám: 18 632 Játékvezető: Fagundes (brazil) |

| 2007. november 20. 19:50 (UTC-5) |

| Kolumbia              | 2–1               | Argentína           |
| --------------------- | ----------------- | ------------------- |
| Bustos 62' Moreno 83' | (0–1) Jegyzőkönyv | Tévez 25′ Messi 36' |

| El Campín, Bogotá Nézőszám: 41 700 Játékvezető: Larrionda (uruguayi) |

| 2007. november 20. 16:30 (UTC-5) |

| Ecuador                                   | 5–1               | Peru        |
| ----------------------------------------- | ----------------- | ----------- |
| Ayoví 10' 48' Kaviedes 24' Méndez 44' 62' | (3–0) Jegyzőkönyv | Mendoza 86' |

| Olímpico Atahualpa, Quito Nézőszám: 28 557 Játékvezető: Chandia (chilei) |

| 2007. november 21. 21:45 (UTC-2, DST) |

| Brazília             | 2–1               | Uruguay  |
| -------------------- | ----------------- | -------- |
| Luís Fabiano 44' 64' | (1–1) Jegyzőkönyv | Abreu 8' |

| Morumbi, São Paulo Nézőszám: 70 000 Játékvezető: Baldassi (argentin) |

| 2007. november 20. 22:30 (UTC-3, DST) |

| Chile | 0–3               | Paraguay                       |
| ----- | ----------------- | ------------------------------ |
|       | (0–2) Jegyzőkönyv | Cabañas 24' Da Silva 45+2' 57' |

| Estadio Nacional, Santiago Nézőszám: 60 000 Játékvezető: Ruiz (kolumbiai) |

### 5. forduló
| 2008. június 14. 16:00 (UTC-3) |

| Uruguay    | 1–1               | Venezuela  |
| ---------- | ----------------- | ---------- |
| Lugano 12' | (1–0) Jegyzőkönyv | Vargas 55' |

| Estadio Centenario, Montevideo Nézőszám: 41 831 Játékvezető: Intriago (ecuadori) |

| 2008. június 14. 20:00 (UTC-5) |

| Peru       | 1–1               | Kolumbia     |
| ---------- | ----------------- | ------------ |
| Mariño 40' | (1–1) Jegyzőkönyv | Rodallega 8' |

| Estadio Monumental "U", Lima Nézőszám: 25 000 Játékvezető: Torres (paraguayi) |

| 2008. június 15. 15:00 (UTC-4) |

| Paraguay                                  | 2–0               | Brazília |
| ----------------------------------------- | ----------------- | -------- |
| Santa Cruz 26' Verón 32′, 47′ Cabañas 49' | (1–0) Jegyzőkönyv |          |

| Defensores del Chaco, Asunción Nézőszám: 38 000 Játékvezető: Ortubé (bolíviai) |

| 2008. június 15. 18:10 (UTC-3) |

| Argentína     | 1–1               | Ecuador     |
| ------------- | ----------------- | ----------- |
| Palacio 90+3' | (0–0) Jegyzőkönyv | Urrutia 69' |

| El Monumental, Buenos Aires Nézőszám: 41 167 Játékvezető: Larrionda (uruguayi) |

| 2008. június 15. 19:30 (UTC-4) |

| Bolívia | 0–2               | Chile         |
| ------- | ----------------- | ------------- |
|         | (0–1) Jegyzőkönyv | Medel 28' 76' |

| Estadio Hernando Siles, La Paz Nézőszám: 27 722 Játékvezető: Rivera (perui) |

### 6. forduló
| 2008. június 17. 19:00 (UTC-3) |

| Uruguay                                              | 6–0               | Peru             |
| ---------------------------------------------------- | ----------------- | ---------------- |
| Forlán 8' 37' (11-esből) 56' Bueno 61' 69' Abreu 90' | (2–0) Jegyzőkönyv | Guerrero 9′, 37′ |

| Estadio Centenario, Montevideo Nézőszám: 20 016 Játékvezető: Pozo (chilei) |

| 2008. június 18. 16:10 (UTC-4) |

| Bolívia                                      | 4–2               | Paraguay                  |
| -------------------------------------------- | ----------------- | ------------------------- |
| Botero 23' 70' García 25' Moreno Martins 76' | (2–0) Jegyzőkönyv | Santa Cruz 66' Valdez 82' |

| Estadio Hernando Siles, La Paz Nézőszám: 8561 Játékvezető: Gaciba (brazil) |

| 2008. június 18. 17:00 (UTC-5) |

| Ecuador | 0–0         | Kolumbia |
| ------- | ----------- | -------- |
|         | Jegyzőkönyv |          |

| Olímpico Atahualpa, Quito Nézőszám: 33 588 Játékvezető: Baldassi (argentin) |

| 2008. június 18. 21:50 (UTC-3) |

| Brazília | 0–0         | Argentína |
| -------- | ----------- | --------- |
|          | Jegyzőkönyv |           |

| Mineirão, Belo Horizonte Nézőszám: 65 000 Játékvezető: Ruiz (kolumbiai) |

| 2008. június 19. 20:00 (UTC-4:30) |

| Venezuela                     | 2–3               | Chile                               |
| ----------------------------- | ----------------- | ----------------------------------- |
| Maldonado 59' Juan Arango 80' | (0–0) Jegyzőkönyv | Suazo 54' (11-esből) 90+2' Jara 73' |

| Olímpico Luis Ramos, Puerto la Cruz Nézőszám: 38 000 Játékvezető: Silvera (uruguayi) |

### 7. forduló
| 2008. szeptember 6. 16:00 (UTC-3) |

| Argentína                 | 1–1               | Paraguay           |
| ------------------------- | ----------------- | ------------------ |
| Tévez 16′, 30′ Agüero 60' | (0–1) Jegyzőkönyv | Heinze 13' (öngól) |

| El Monumental, Buenos Aires Nézőszám: 46 250 Játékvezető: Simon (brazil) |

| 2008. szeptember 6. 16:10 (UTC-5) |

| Ecuador                                       | 3–1               | Bolívia                   |
| --------------------------------------------- | ----------------- | ------------------------- |
| Caicedo 21' Méndez 51' (11-esből) Benítez 72' | (1–1) Jegyzőkönyv | Gómez 10′, 18′ Botero 40' |

| Olímpico Atahualpa, Quito Nézőszám: 35 000 Játékvezető: Pozo (chilei) |

| 2008. szeptember 6. 18:20 (UTC-5) |

| Kolumbia | 0–1               | Uruguay    |
| -------- | ----------------- | ---------- |
|          | (0–1) Jegyzőkönyv | Eguren 15' |

| El Campín, Bogotá Nézőszám: 35 024 Játékvezető: Gaciba (brazil) |

| 2008. szeptember 6. 20:30 (UTC-5) |

| Peru     | 1–0               | Venezuela |
| -------- | ----------------- | --------- |
| Alva 39' | (1–0) Jegyzőkönyv |           |

| Estadio Monumental "U", Lima Nézőszám: 25 500 Játékvezető: Maldonado (bolíviai) |

| 2008. szeptember 7. 21:00 (UTC-4) |

| Chile        | 0–3               | Brazília                                         |
| ------------ | ----------------- | ------------------------------------------------ |
| Valdivia 62′ | (0–2) Jegyzőkönyv | Luís Fabiano 21' 83' Robinho 44' Kléber 20′, 47′ |

| Estadio Nacional, Santiago Nézőszám: 60 239 Játékvezető: Torres (paraguayi) |

### 8. forduló
| 2008. szeptember 10. 20:00 (UTC-4) |

| Paraguay               | 2–0               | Venezuela |
| ---------------------- | ----------------- | --------- |
| Riveros 28' Valdez 45' | (2–0) Jegyzőkönyv |           |

| Defensores del Chaco, Asunción Nézőszám: 31 867 Játékvezető: Baldassi (argentin) |

| 2008. szeptember 10. 17:40 (UTC-3) |

| Uruguay | 0–0         | Ecuador |
| ------- | ----------- | ------- |
|         | Jegyzőkönyv |         |

| Estadio Centenario, Montevideo Nézőszám: 45 000 Játékvezető: Ruiz (kolumbiai) |

| 2008. szeptember 10. 18:40 (UTC-4) |

| Chile                                        | 4–0               | Kolumbia |
| -------------------------------------------- | ----------------- | -------- |
| Jara 26' Suazo 38' Fuentes 48' Fernández 71' | (2–0) Jegyzőkönyv |          |

| Estadio Nacional, Santiago Nézőszám: 47 459 Játékvezető: Larrionda (uruguayi) |

| 2008. szeptember 10. 21:50 (UTC-3) |

| Brazília | 0–0         | Bolívia       |
| -------- | ----------- | ------------- |
|          | Jegyzőkönyv | I. Garcia 53′ |

| Olímpico João Havelange, Rio de Janeiro Nézőszám: 31 422 Játékvezető: Intriago (ecuadori) |

| 2008. szeptember 10. 21:30 (UTC-5) |

| Peru       | 1–1               | Argentína     |
| ---------- | ----------------- | ------------- |
| Fano 90+3' | (0–0) Jegyzőkönyv | Cambiasso 82' |

| Estadio Monumental "U", Lima Nézőszám: 40 000 Játékvezető: Amarilla (paraguayi) |

### 9. forduló
| 2008. október 11. 15:00 (UTC-4) |

| Bolívia                  | 3–0               | Peru |
| ------------------------ | ----------------- | ---- |
| Botero 3' 16' García 81' | (3–0) Jegyzőkönyv |      |

| Hernando Siles, La Paz Nézőszám: 23 147 Játékvezető: Buitrago (kolumbiai) |

| 2008. október 11. 18:10 (UTC-3) |

| Argentína           | 2–1               | Uruguay    |
| ------------------- | ----------------- | ---------- |
| Messi 5' Agüero 12' | (2–1) Jegyzőkönyv | Lugano 39' |

| El Monumental, Buenos Aires Nézőszám: 42 421 Játékvezető: Torres (paraguayi) |

| 2008. október 11. 18:20 (UTC-5) |

| Kolumbia | 0–1               | Paraguay   |
| -------- | ----------------- | ---------- |
|          | (0–1) Jegyzőkönyv | Cabañas 9' |

| El Campín, Bogotá Nézőszám: 26 000 Játékvezető: Lunati (argentin) |

| 2008. október 12. 15:30 (UTC-4:30) |

| Venezuela | 0–4               | Brazília                           |
| --------- | ----------------- | ---------------------------------- |
|           | (0–3) Jegyzőkönyv | Kaká 6' Robinho 9' 66' Adriano 19' |

| Pueblo Nuevo, San Cristóbal Nézőszám: 38 000 Játékvezető: Rivera (perui) |

| 2008. október 12. 16:55 (UTC-5) |

| Ecuador                  | 1–0               | Chile                    |
| ------------------------ | ----------------- | ------------------------ |
| Benítez 70' Valencia 75′ | (0–0) Jegyzőkönyv | Fuentes 20′ Jara 3′, 82′ |

| Olímpico Atahualpa, Quito Nézőszám: 33 079 Játékvezető: Vásquez (uruguayi) |

### 10. forduló
| 2008. október 14. 16:00 (UTC-4) |

| Bolívia         | 2–2               | Uruguay             |
| --------------- | ----------------- | ------------------- |
| Martins 15' 42' | (2–0) Jegyzőkönyv | Bueno 63' Abreu 88' |

| Hernando Siles, La Paz Nézőszám: 21 075 Játékvezető: Baldassi (argentin) |

| 2008. október 15. 17:10 (UTC-4) |

| Paraguay    | 1–0               | Peru |
| ----------- | ----------------- | ---- |
| Benítez 81' | (0–0) Jegyzőkönyv |      |

| Defensores del Chaco, Asunción Nézőszám: 31 545 Játékvezető: Fagundes (brazil) |

| 2008. október 15. 20:15 (UTC-3) |

| Chile        | 1–0               | Argentína |
| ------------ | ----------------- | --------- |
| Orellana 35' | (1–0) Jegyzőkönyv |           |

| Estadio Nacional, Santiago Nézőszám: 65 000 Játékvezető: Ruiz (kolumbiai) |

| 2008. október 15. 22:00 (UTC-3) |

| Brazília | 0–0         | Kolumbia |
| -------- | ----------- | -------- |
|          | Jegyzőkönyv |          |

| Maracanã, Rio de Janeiro Nézőszám: 54 910 Játékvezető: Selman (chilei) |

| 2008. október 15. 20:30 (UTC-4:30) |

| Venezuela                           | 3–1               | Ecuador  |
| ----------------------------------- | ----------------- | -------- |
| Maldonado 48' Moreno 56' Arango 67' | (0–1) Jegyzőkönyv | Mina 12' |

| Olímpico Luis Ramos, Puerto la Cruz Nézőszám: 10 581 Játékvezető: Osses (chilei) |

### 11. forduló
| 2009. március 28. 17:00 (UTC-3) |

| Uruguay               | 2–0               | Paraguay |
| --------------------- | ----------------- | -------- |
| Forlán 28' Lugano 57' | (1–0) Jegyzőkönyv |          |

| Estadio Centenario, Montevideo Nézőszám: 45 000 Játékvezető: Simon (brazil) |

| 2009. március 28. 19:10 (UTC-3) |

| Argentína                                    | 4–0               | Venezuela |
| -------------------------------------------- | ----------------- | --------- |
| Messi 25' Tévez 47' Rodríguez 51' Agüero 72' | (1–0) Jegyzőkönyv |           |

| El Monumental, Buenos Aires Nézőszám: 46 085 Játékvezető: Rivera (perui) |

| 2009. március 28. 19:30 (UTC-5) |

| Kolumbia                | 2–0               | Bolívia      |
| ----------------------- | ----------------- | ------------ |
| Torres 26' Rentería 88' | (1–0) Jegyzőkönyv | Castillo 90′ |

| Estadio Nemesio Camacho, Bogotá Nézőszám: 22 044 Játékvezető: Intriago (ecuadori) |

| 2009. március 29. 16:00 (UTC-5) |

| Ecuador   | 1–1               | Brazília     |
| --------- | ----------------- | ------------ |
| Noboa 89' | (0–0) Jegyzőkönyv | Baptista 72' |

| Estadio Olímpico Atahualpa, Quito Nézőszám: 70 000 Játékvezető: Chandia (chilei) |

| 2009. március 29. 18:10 (UTC-5) |

| Peru                     | 1–3               | Chile                                         |
| ------------------------ | ----------------- | --------------------------------------------- |
| Fano 34' Vargas 39′, 52′ | (1–2) Jegyzőkönyv | Sánchez 2' Suazo 32' (11-esből) Fernández 70' |

| Estadio Monumental "U", Lima Nézőszám: 48 700 Játékvezető: Amarilla (paraguayi) |

### 12. forduló
| 2009. március 31. 20:00 (UTC-4:30) |

| Venezuela            | 2–0               | Kolumbia    |
| -------------------- | ----------------- | ----------- |
| Fedor 78' Arango 82' | (0–0) Jegyzőkönyv | Aguilar 28′ |

| Polideportivo Cachamay, Puerto Ordaz Nézőszám: 35 000 Játékvezető: Pozo (chilei) |

| 2009. április 1. 15:30 (UTC-4) |

| Bolívia                                                          | 6–1               | Argentína                 |
| ---------------------------------------------------------------- | ----------------- | ------------------------- |
| Moreno 12' Botero 34' (11-esből) 55' 66' da Rosa 45' Torrico 87' | (3–1) Jegyzőkönyv | González 25' Di María 64′ |

| Hernando Siles Stadion, La Paz Nézőszám: 30 487 Játékvezető: Vásquez (uruguayi) |

| 2009. április 1. 16:20 (UTC-5) |

| Ecuador   | 1–1               | Paraguay                   |
| --------- | ----------------- | -------------------------- |
| Noboa 63' | (0–0) Jegyzőkönyv | da Silva 85′ Benítez 90+2' |

| Estadio Olímpico Atahualpa, Quito Nézőszám: 36 853 Játékvezető: Roldán (kolumbiai) |

| 2009. április 1. 19:10 (UTC-4) |

| Chile         | 0–0         | Uruguay |
| ------------- | ----------- | ------- |
| Isla 22′, 33′ | Jegyzőkönyv |         |

| Estadio Nacional, Santiago Nézőszám: 55 000 Játékvezető: Baldassi (argentin) |

| 2009. április 1. 22:10 (UTC-3) |

| Brazília                             | 3–0               | Peru |
| ------------------------------------ | ----------------- | ---- |
| Luís Fabiano 18' 27' Felipe Melo 64' | (2–0) Jegyzőkönyv |      |

| Estádio Beira-Rio, Porto Alegre Nézőszám: 55 000 Játékvezető: Pezzotta (argentin) |

### 13. forduló
| 2009. június 6. 16:00 (UTC-3) |

| Uruguay        | 0–4               | Brazília                                                                |
| -------------- | ----------------- | ----------------------------------------------------------------------- |
| M. Pereira 86′ | (0–2) Jegyzőkönyv | Daniel Alves 12' Juan 36' Luís Fabiano 52' 21′, 65′ Kaká 75' (11-esből) |

| Estadio Centenario, Montevideo Nézőszám: 52 000 Játékvezető: Laverni (argentin) |

| 2009. június 6. 16:50 (UTC-4) |

| Bolívia                         | 0–1               | Venezuela          |
| ------------------------------- | ----------------- | ------------------ |
| Martins 77′, 80′ L. Reyes 90+2′ | (0–1) Jegyzőkönyv | Rivero 32' (öngól) |

| Estadio Hernando Siles, La Paz Nézőszám: 23 427 Játékvezető: Vera (ecuadori) |

| 2009. június 6. 18:00 (UTC-3) |

| Argentína | 1–0               | Kolumbia |
| --------- | ----------------- | -------- |
| Díaz 55'  | (0–0) Jegyzőkönyv |          |

| El Monumental, Buenos Aires Nézőszám: 55 000 Játékvezető: Ortubé (bolíviai) |

| 2009. június 6. 18:50 (UTC-4) |

| Paraguay | 0–2               | Chile                   |
| -------- | ----------------- | ----------------------- |
|          | (0–1) Jegyzőkönyv | Fernández 13' Suazo 51' |

| Estadio Defensores del Chaco, Asunción Nézőszám: 34 000 Játékvezető: Pezzotta (argentin) |

| 2009. június 7. 15:30 (UTC-5) |

| Peru       | 1–2               | Ecuador                 |
| ---------- | ----------------- | ----------------------- |
| Vargas 52' | (0–1) Jegyzőkönyv | Montero 38' Tenorio 58' |

| Estadio Monumental "U", Lima Nézőszám: 17 050 Játékvezető: Torres (paraguayi) |

### 14. forduló
| 2009. június 10. 16:00 (UTC-5) |

| Ecuador                | 2–0               | Argentína |
| ---------------------- | ----------------- | --------- |
| Ayoví 72' Palacios 83' | (0–0) Jegyzőkönyv |           |

| Estadio Olímpico Atahualpa, Quito Nézőszám: 36 359 Játékvezető: Chandia (chilei) |

| 2009. június 10. 18:00 (UTC-5) |

| Kolumbia   | 1–0               | Peru |
| ---------- | ----------------- | ---- |
| Garcia 25' | (1–0) Jegyzőkönyv |      |

| Estadio Atanasio Girardot, Medellín Nézőszám: 32 300 Játékvezető: Simon (brazil) |

| 2009. június 10. 21:50 (UTC-3) |

| Brazília               | 2–1               | Paraguay    |
| ---------------------- | ----------------- | ----------- |
| Robinho 40' Nilmar 49' | (1–1) Jegyzőkönyv | Cabañas 25' |

| Estádio do Arruda, Recife Nézőszám: 56 682 Játékvezető: Ruiz (kolumbiai) |

| 2009. június 10. 21:00 (UTC-4) |

| Chile                                      | 4–0               | Bolívia            |
| ------------------------------------------ | ----------------- | ------------------ |
| Beausejour 43' Estrada 74' Sánchez 78' 88' | (1–0) Jegyzőkönyv | I. Garcia 69′, 71′ |

| Estadio Nacional, Santiago Nézőszám: 60 214 Játékvezető: Silvera (uruguayi) |

| 2009. június 10. 20:30 (UTC-4:30) |

| Venezuela            | 2–2               | Uruguay               |
| -------------------- | ----------------- | --------------------- |
| Maldonado 9' Rey 75' | (1–0) Jegyzőkönyv | Suárez 61' Forlán 72' |

| Polideportivo Cachamay, Puerto Ordaz Nézőszám: 37 000 Játékvezető: Fagundes (brazil) |

### 15. forduló
| 2009. szeptember 5. 18:30 (UTC-4) |

| Paraguay                 | 1–0               | Bolívia |
| ------------------------ | ----------------- | ------- |
| Cabañas 45+1' (11-esből) | (1–0) Jegyzőkönyv |         |

| Estadio Defensores del Chaco, Asunción Nézőszám: 25 094 Játékvezető: Carrillo (perui) |

| 2009. szeptember 5. 21:30 (UTC-3) |

| Argentína  | 1–3               | Brazília                        |
| ---------- | ----------------- | ------------------------------- |
| Dátolo 65' | (0–2) Jegyzőkönyv | Luisão 23' Luís Fabiano 30' 68' |

| Estadio Gigante de Arroyito, Rosario Nézőszám: 37 000 Játékvezető: Ruiz (kolumbiai) |

| 2009. szeptember 5. 15:30 (UTC-5) |

| Kolumbia                     | 2–0               | Ecuador      |
| ---------------------------- | ----------------- | ------------ |
| Martínez 82' Gutiérrez 90+4' | (0–0) Jegyzőkönyv | Palaicos 49′ |

| Estadio Atanasio Girardot, Medellín Nézőszám: 42 000 Játékvezető: Pezzotta (argentin) |

| 2009. szeptember 5. 15:30 (UTC-5) |

| Peru        | 1–0               | Uruguay   |
| ----------- | ----------------- | --------- |
| Rengifo 86' | (0–0) Jegyzőkönyv | Godín 89′ |

| Estadio Monumental "U", Lima Nézőszám: 15 000 Játékvezető: Chandía (chilei) |

| 2009. szeptember 5. 21:30 (UTC-4) |

| Chile                | 2–2               | Venezuela               |
| -------------------- | ----------------- | ----------------------- |
| Vidal 11' Millar 53' | (1–2) Jegyzőkönyv | Maldonado 34' Rey 45+1' |

| Estadio Monumental, Santiago Nézőszám: 44 000 Játékvezető: Ortubé (bolíviai) |

### 16. forduló
| 2009. szeptember 9. 19:00 (UTC-4) |

| Paraguay   | 1–0               | Argentína      |
| ---------- | ----------------- | -------------- |
| Valdez 27' | (1–0) Jegyzőkönyv | Veron 18′, 53′ |

| Estadio Defensores del Chaco, Asunción Nézőszám: 38 000 Játékvezető: Fagundes (brazil) |

| 2009. szeptember 9. 22:00 (UTC-3) |

| Brazília                                              | 4–2               | Chile                                       |
| ----------------------------------------------------- | ----------------- | ------------------------------------------- |
| Nilmar 31' 74' 76' Júlio Baptista 40' Felipe Melo 50′ | (2–1) Jegyzőkönyv | Suazo 45+1' (11-esből) 52' Sanchez 61′, 77′ |

| Estádio de Pituaçu, Salvador Nézőszám: 30 000 Játékvezető: Larrionda (uruguayi) |

| 2009. szeptember 9. 18:00 (UTC-3) |

| Uruguay                                    | 3–1               | Kolumbia                   |
| ------------------------------------------ | ----------------- | -------------------------- |
| Suárez 7' Scotti 77' Eguren 87' Valdez 30′ | (1–0) Jegyzőkönyv | Martínez 63' Gutierrez 46′ |

| Estadio Centenario, Montevideo Nézőszám: 30 000 Játékvezető: Torres (paraguayi) |

| 2009. szeptember 9. 15:00 (UTC-4) |

| Bolívia       | 1–3               | Ecuador                            |
| ------------- | ----------------- | ---------------------------------- |
| Yecerotte 85' | (0–1) Jegyzőkönyv | Méndez 4' Valencia 46' Benítez 66' |

| Estadio Hernando Siles, La Paz Nézőszám: 10 200 Játékvezető: Baldassi (argentin) |

| 2009. szeptember 9. 20:30 (UTC-4:30) |

| Venezuela                | 3–1               | Peru                  |
| ------------------------ | ----------------- | --------------------- |
| Fedor 33' 52' Vargas 65' | (1–1) Jegyzőkönyv | Fuenmayor 41' (öngól) |

| Olímpico Luis Ramos, Puerto la Cruz Nézőszám: 31 703 Játékvezető: Vera (ecuadori) |

### 17. forduló
| 2009. október 10. 18:30 (UTC-3) |

| Argentína                 | 2–1               | Peru        |
| ------------------------- | ----------------- | ----------- |
| Higuaín 48' Palermo 90+3' | (0–0) Jegyzőkönyv | Rengifo 90' |

| El Monumental, Buenos Aires Nézőszám: 38 019 Játékvezető: Ortubé (bolíviai) |

| 2009. október 10. 17:00 (UTC-5) |

| Kolumbia                        | 2–4               | Chile                                               |
| ------------------------------- | ----------------- | --------------------------------------------------- |
| Vidal 13' (öngól) G. Moreno 63' | (1–2) Jegyzőkönyv | Ponce 35' Suazo 36' Valdivia 72' Orellana 79' 90+2′ |

| Atanasio Girardot Stadion, Medellín Nézőszám: 18 000 Játékvezető: Rivera (perui) |

| 2009. október 10. 17:00 (UTC-5) |

| Ecuador      | 1–2               | Uruguay                            |
| ------------ | ----------------- | ---------------------------------- |
| Valencia 67' | (0–0) Jegyzőkönyv | Suárez 69' Forlán 90+4' (11-esből) |

| Olímpico Atahualpa, Quito Nézőszám: 42 700 Játékvezető: Fagundes (brazil) |

| 2009. október 10. 17:30 (UTC-4:30) |

| Venezuela     | 1–2               | Paraguay                |
| ------------- | ----------------- | ----------------------- |
| A. Rondón 86' | (0–0) Jegyzőkönyv | Cabañas 55' Cardozo 79' |

| Polideportivo Cachamay, Puerto Ordaz Nézőszám: 41 680 Játékvezető: Chandía (chilei) |

| 2009. október 11. 16:00 (UTC-4) |

| Bolívia                    | 2–1               | Brazília   |
| -------------------------- | ----------------- | ---------- |
| Olivares 10' M. Moreno 31' | (2–0) Jegyzőkönyv | Nilmar 70' |

| Hernando Siles Stadion, La Paz Nézőszám: 16 557 Játékvezető: Pozo (chilei) |

### 18. forduló
| 2009. október 14. 15:00 (UTC-5) |

| Peru         | 1–0               | Bolívia              |
| ------------ | ----------------- | -------------------- |
| Fano 54' 55′ | (0–0) Jegyzőkönyv | Ros. Rivero 23′, 39′ |

| Estadio Alejandro Villanueva, Lima Nézőszám: 4 373 Játékvezető: Soto (venezuelai) |

| 2009. október 14. 18:00 (UTC-4) |

| Brazília    | 0–0         | Venezuela |
| ----------- | ----------- | --------- |
| Miranda 58′ | Jegyzőkönyv |           |

| Morenão, Campo Grande Nézőszám: 30 000 Játékvezető: Carrillo (perui) |

| 2009. október 14. 19:00 (UTC-3) |

| Chile     | 1–0               | Ecuador           |
| --------- | ----------------- | ----------------- |
| Suazo 51' | (0–0) Jegyzőkönyv | Castillo 21′, 84′ |

| Estadio Monumental, Santiago Nézőszám: 47 000 Játékvezető: Torres (paraguayi) |

| 2009. október 14. 20:00 (UTC-4) |

| Paraguay | 0–2               | Kolumbia                |
| -------- | ----------------- | ----------------------- |
|          | (0–0) Jegyzőkönyv | Ramos 61' Rodallega 78' |

| Estadio Defensores del Chaco, Asunción Nézőszám: 17 503 Játékvezető: de Oliveira (brazil) |

| 2009. október 14. 20:00 (UTC-2) |

| Uruguay                          | 0–1               | Argentína   |
| -------------------------------- | ----------------- | ----------- |
| Caceres 76′, 83′ Rodriguez 90+3′ | (0–0) Jegyzőkönyv | Bolatti 84' |

| Estadio Centenario, Montevideo Nézőszám: 50 000 Játékvezető: Amarilla (paraguayi) |

## Interkontinentális pótselejtező
Az ötödik helyen végzett Uruguay interkontinentális pótselejtezőt játszott a CONCACAF-selejtezők 4. fordulójának negyedik helyezette, Costa Rica ellen.
- Uruguay nyert összesítésben, ezzel kvalifikálta magát a világbajnokságra.

| 1. csapat  | Össz. | 2. csapat | 1. mérk. | 2. mérk. |
| ---------- | ----- | --------- | -------- | -------- |
| Costa Rica | 1 – 2 | Uruguay   | 0 – 1    | 1 – 1    |

## Gólszerzők
A selejtező mérkőzések során 90 mérkőzésen 232 gólt szereztek a csapatok, amely átlagosan 2,58 gólnak felel meg mérkőzésenként.
10 gól
- Humberto Suazo

9 gól
- Luís Fabiano

8 gól
- Joaquín Botero

7 gól
| - Marcelo Moreno Martins | - Diego Forlán |  |

6 gól
| - Salvador Cabañas | - Giancarlo Maldonado |  |

5 gól
| - Kaká - Nilmar | - Nelson Haedo Valdez - Sebastián Abreu | - Luis Suárez |

4 gól
| - Sergio Agüero - Lionel Messi - Juan Román Riquelme | - Robinho - Matías Fernández | - Edison Méndez - Carlos Bueno |

3 gól
| - Alexis Sánchez - Walter Ayoví - Christian Benítez - Jackson Martínez | - Cristian Riveros - Roque Santa Cruz - Johan Fano - Diego Lugano | - Juan Arango - Nicolás Fedor - José Manuel Rey |

2 gól
| - Ronald García Nacho - Júlio Baptista - Gonzalo Jara - Gary Medel - Fabián Orellana - Marcelo Salas | - Iván Kaviedes - Christian Noboa - Antonio Valencia - Rubén Darío Bustos - Hugo Rodallega - Óscar Cardozo | - Paulo da Silva - Hernán Rengifo - Juan Manuel Vargas - Sebastián Eguren - Daniel Arismendi - Ronald Vargas |

1 gól
| - Mario Bolatti - Esteban Cambiasso - Jesús Dátolo - Daniel Díaz - Lucho González - Gonzalo Higuaín - Gabriel Milito - Rodrigo Palacio - Martín Palermo - Maxi Rodríguez - Carlos Tévez - Juan Carlos Arce - Edgar Rolando Olivares - Álex da Rosa - Didi Torrico - Gerardo Yecerotte - Adriano - Dani Alves | - Elano - Felipe Melo - Juan - Luisão - Ronaldinho - Vágner Love - Jean Beausejour - Marco Estrada - Ismael Fuentes - Rodrigo Millar - Waldo Ponce - Jorge Valdivia - Arturo Vidal - Felipe Caicedo - Isaac Mina - Jefferson Montero - Pablo Palacios - Carlos Tenorio | - Patricio Urrutia - Radamel Falcao García - Teófilo Gutiérrez - Dayro Moreno - Giovanni Moreno - Wason Rentería - Adrián Ramos - Macnelly Torres - Néstor Ayala - Edgar Benítez - Piero Alva - Juan Carlos Mariño - Andrés Mendoza - Vicente Sánchez - Andrés Scotti - Alejandro Guerra - Alejandro Moreno - Alexander Rondón |

Öngólos
| - Gabriel Heinze ( Paraguay ellen) | - Ronald Rivero ( Venezuela ellen) | - Juan Fuenmayor ( Peru ellen) |